# ブラッドスポーツ 武士道
ブラッドスポーツ 武士道（Bloodsport Bushido）は、プロレス興行。

## 概要
総合格闘家でプロレスラーのジョシュ・バーネットが2019年4月5日からロープ、フォール無しのルールのプロレス興行を主宰、自らも参戦している。日本では2024年6月22日に初開催された。

## 参戦選手
- ジョシュ・バーネット
- ジョン・モクスリー
- 鈴木みのる
- 船木誠勝
- 桜庭和志
- 関根“シュレック”秀樹
- 鈴木秀樹
- 佐藤光留
- エリック・ハマー
- クイントン・ジャクソン
- ティモシー・サッチャー
- サンティーノ・マレラ
- デイビーボーイ・スミス・ジュニア
- 野村卓矢
- 阿部史典
- 飯塚優

女子
- 小波
- 福田茉耶